# Linea U1 (metropolitana di Vienna)
La linea U1 è una linea della metropolitana di Vienna, in Austria. Venne aperta al pubblico il 25 febbraio 1978 e si estende per 19,3 km tra le stazioni di Reumannplatz e Leopoldau. Il tempo di percorrenza della linea è di 34 minuti. È composta da 24 stazioni. Il colore che la identifica è il rosso. È stata la prima e propria linea metropolitana ad essere stata costruita nella città.

## Storia
Nella città di Vienna a partire dal 1910 si iniziò a parlare di una rete di trasporto sotterraneo, ma a causa dello scoppio della prima guerra mondiale i progetti vennero bloccati e rinviati al termine della guerra. Però a causa della difficile situazione economica i lavori vennero ulteriormente rinviati. Nel 1938, quando l'Austria venne occupata dal Terzo Reich, per il sistema delle U-Bahn viennese c'erano grandi progetti, ma nuovamente i lavori vennero rinviati a causa della guerra. Con la fine della guerra il tema delle metropolitane divenne il fulcro della discussione politica dei due principale partiti in vista delle prime elezioni dopo la guerra: il Partito Popolare Austriaco sosteneva la costruzione delle linee metropolitane mentre il Partito Socialdemocratico d'Austria era nettamente contrario. Il primo consiglio comunale respinse il progetto delle U-Bahn, e la cosa non cambiò fino alla fine degli anni sessanta.
La costruzione della linea U1 iniziò nel 1969, con una cerimonia di inaugurazione dei lavori. Il primo tratto della linea, tra Reumannplatz e Karlsplatz, fu inaugurato il 25 febbraio 1978. Nel novembre dello stesso anno venne aperto al pubblico un nuovo tratto della fino a Stephansplatz. Un anno dopo, nel novembre 1979 venne inaugurate due nuove stazioni: Schwedenplatz e Nestroyplatz. Tra il 1981 e il 1982 vennero aperte un totale di sei stazioni, facendo arrivare la Linea U1 fino a Kagran. La linea non subì ulteriori lavori fino al 2002 quando iniziarono i lavori per un nuovo prolungamento che portò la linea al suo attuale capolinea: Leopoldau.
Nel 2010 iniziarono i lavori di in costruzione dell'estensione, lunga 4,9 km, della linea U1. Secondo il cronogramma dovrebbe essere aperta al pubblico nel 2015, ma a causa di ritardi, l'estensione e le sue cinque stazioni sono entrate in servizio il 2 settembre 2017.

## Stazioni
Nell'elenco che segue, a fianco ad ogni stazione, sono indicati l'anno di apertura, i servizi presenti e gli eventuali interscambi ferroviari:

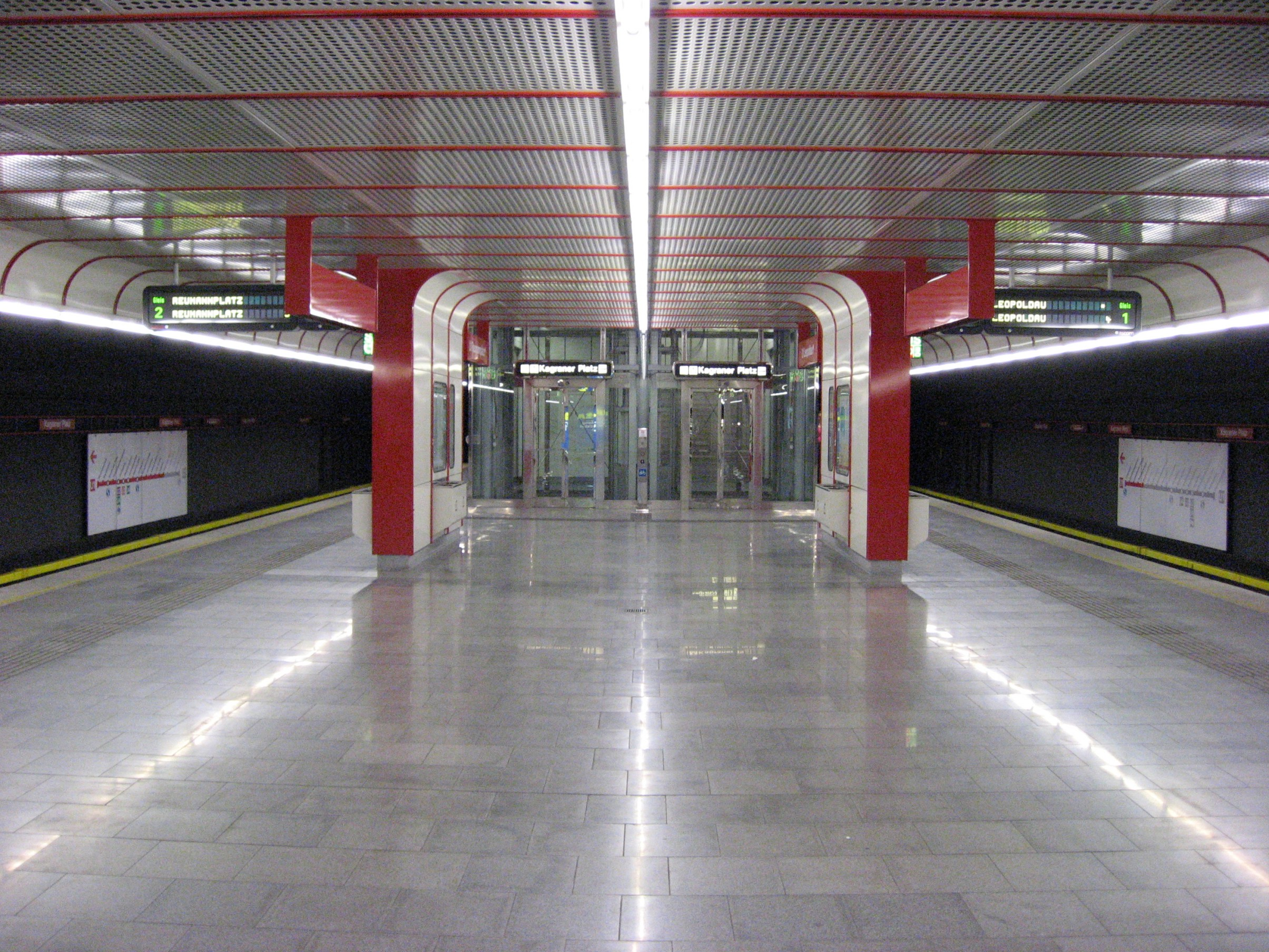
La stazione di Kagraner Platz

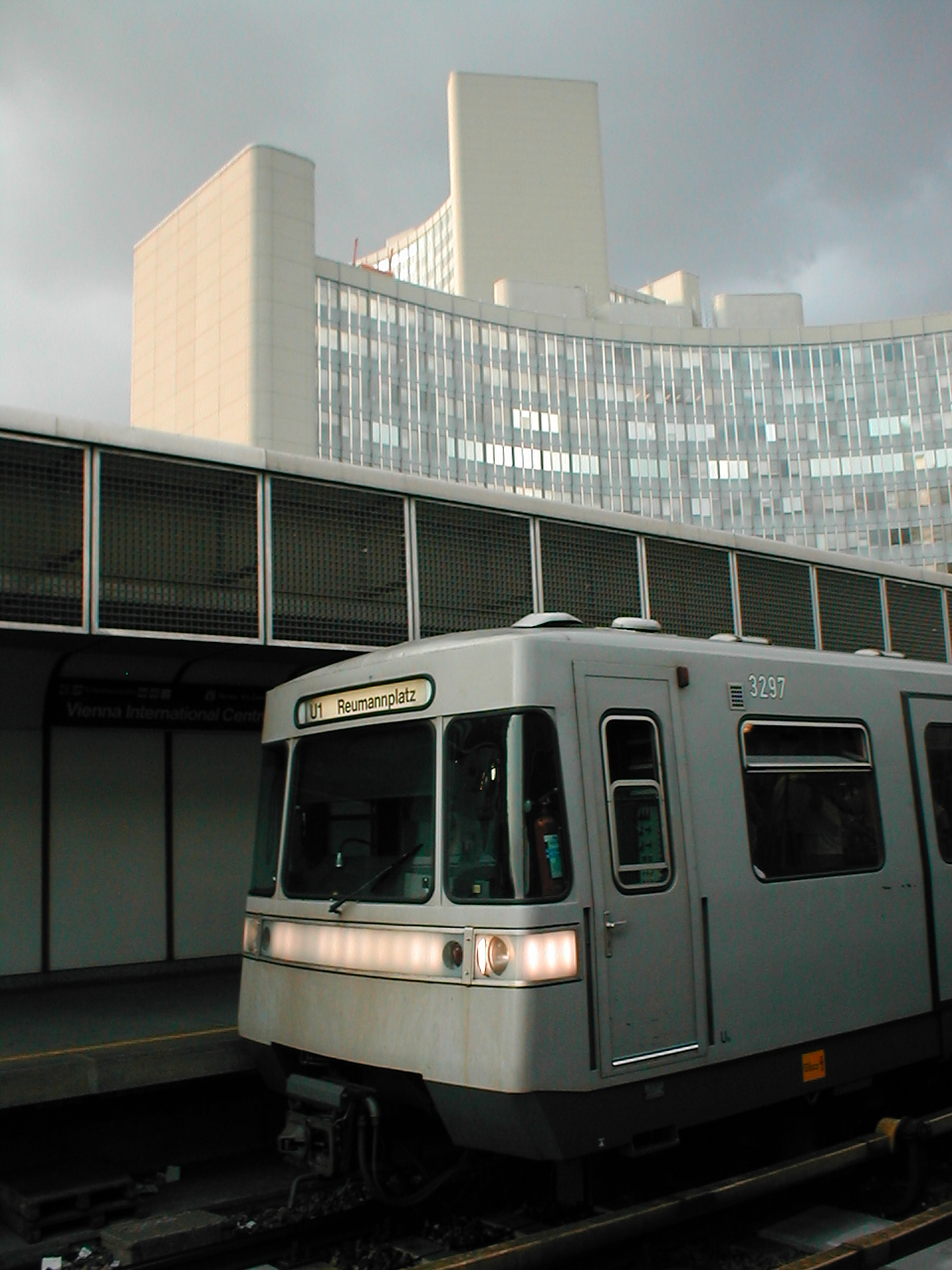
Uno dei treni alla stazione Kaisermühlen

| Unknown route-map component "uENDEa" |

| Urban station on track |

| Unknown route-map component "uÜST" |

| Unknown route-map component "uKRW+l" | Unknown route-map component "uKRWgr" |  |

| Urban non-passenger station/depot on track | Urban straight track |  |

| Unknown route-map component "uKRWl" | Unknown route-map component "uKRWg+r" |  |

| Unknown route-map component "uÜST" |

| Urban stop on track |

| Unknown route-map component "utSTRa" |

| Unknown route-map component "utÜST" |

| Unknown route-map component "utSTRe" |

| Unknown route-map component "uPSLa" |

| Unknown route-map component "utSTRa" |

| Urban tunnel stop on track |

| Unknown route-map component "utÜST" |

| Urban tunnel stop on track |

| Urban tunnel stop on track |

| Unknown route-map component "utPSLa" |

| Urban tunnel stop on track |

| Unknown route-map component "utÜST" |

| Urban tunnel stop on track |

| Unknown route-map component "utINT" |

| Unknown route-map component "utÜST" |

| Urban tunnel stop on track |

| Unknown route-map component "utSTRq" | Unknown route-map component "utTINTt" | Unknown route-map component "utSTRq" |

| Unknown route-map component "utKRZW" |

| Unknown route-map component "utKBHFaq" | Unknown route-map component "utKRZtu" | Unknown route-map component "utSTRq" |

| Unknown route-map component "utSTRq" | Unknown route-map component "utTINTtu" | Unknown route-map component "utSTRq" |

| Unknown route-map component "utABZgl" |

| Unknown route-map component "utSTRq" | Unknown route-map component "utTINTtu" | Unknown route-map component "utSTRq" |

| Unknown route-map component "utKRZW" |

| Urban tunnel stop on track |

| Unknown route-map component "utÜST" |

| Unknown route-map component "utSTRq" | Unknown route-map component "utTINTto" | Unknown route-map component "utSTRq" |

| Unknown route-map component "utPSLe" |

| Urban tunnel stop on track |

| Unknown route-map component "utÜST" |

| Unknown route-map component "uhtSTRe" |

| Unknown route-map component "uhKRZW" |

| Unknown route-map component "uhHST" |

| Unknown route-map component "uhKRZW" |

| Unknown route-map component "uhHST" |

| Unknown route-map component "uhÜST" |

| Unknown route-map component "uhHST" |

| Unknown route-map component "uhKRZW" |

| Unknown route-map component "uhÜST" |

| Unknown route-map component "uhHST" |

|  | Unknown route-map component "uehABZgl" | Unknown route-map component "uexhKDSTeq" |

| Unknown route-map component "uhtSTRa" |

| Urban tunnel stop on track |

| Unknown route-map component "utPSLe" |

| Unknown route-map component "utÜST" |

| Unknown route-map component "uhtSTRe" |

| Unknown route-map component "uhHST" |

| Unknown route-map component "uhSTRe" |

| Urban stop on track |

| Unknown route-map component "utSTRa" |

| Unknown route-map component "utÜST" |

| Urban tunnel stop on track |

| Unknown route-map component "utÜSTl" |

| Unknown route-map component "utSTRe" |

| Urban station on track |

| Urban non-passenger end station |

## Progetti futuri

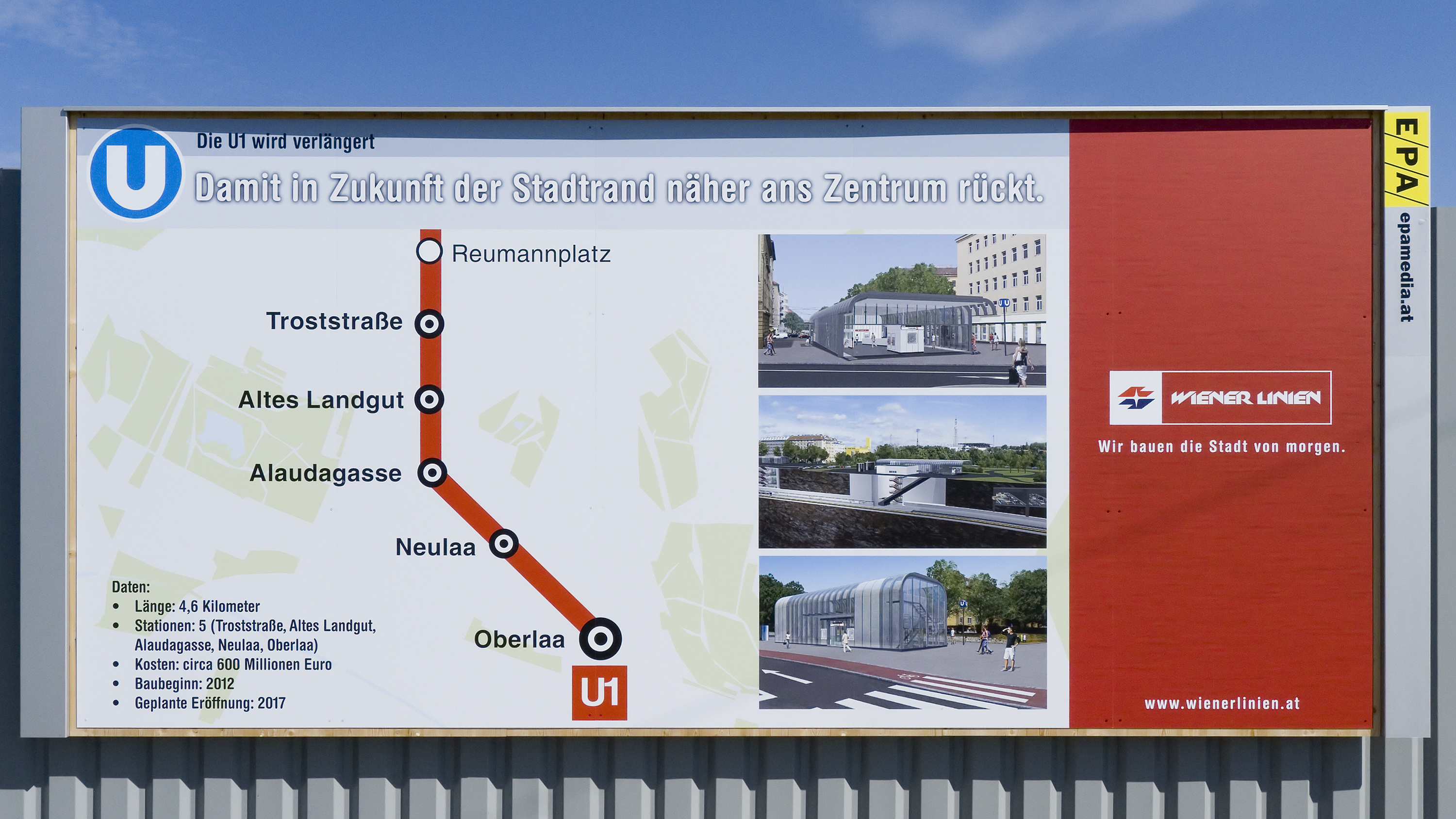
Cartello informativo dei lavori presenti sui cantieri

È in fase di approvazione e finanziamento la diramazione per Rothneusiedl. Si prevedono due nuove fermate in direzione sud della città.